# Coppa delle Coppe 1982-1983 (pallacanestro maschile)
La Coppa delle Coppe 1982-1983 di pallacanestro maschile venne vinta dalla Scavolini Pesaro.

## Risultati

### Primo turno
| Squadra 1          | Totale    | Squadra 2      | Andata | Ritorno |
| ------------------ | --------- | -------------- | ------ | ------- |
| AEL Limassol       | 105 - 231 | PAOK Salonicco | 51-120 | 54-111  |
| Zamalek            | 130 - 201 | Solent Stars   | 60-80  | 70-121  |
| Pantterit          | 141 - 164 | Solna IF       | 66-75  | 75-89   |
| Etzella Ettelbruck | 178 - 219 | Klosterneuburg | 90-109 | 88-110  |
| Beşiktaş           | 126 - 160 | MAFC           | 61-74  | 65-86   |

### Ottavi di finale
| Squadra 1               | Totale    | Squadra 2        | Andata | Ritorno |
| ----------------------- | --------- | ---------------- | ------ | ------- |
| PAOK Salonicco          | 155 - 157 | Hapoel Ramat Gan | 86-78  | 69-79   |
| Solent Stars            | 140 - 191 | Nashua Den Bosch | 70-101 | 70-90   |
| ASVEL Lyon-Villeurbanne | 201 - 172 | Solna IF         | 94-69  | 107-103 |
| Klosterneuburg          | 157 - 175 | Inter Slovnaft   | 74-64  | 83-111  |
| MAFC                    | 4 - 0     | Stroitel Kiev    | 2-0    | 2-0     |
| FV Lugano               | 171 - 218 | Scavolini Pesaro | 95-114 | 76-104  |

ZZI Olimpija Lubiana e Barcellona qualificate automaticamente ai quarti.

### Quarti di finale

#### Gruppo A
|    | Squadra          | G | V | P | PF  | PS  | Dif | P.ti |
| -- | ---------------- | - | - | - | --- | --- | --- | ---- |
| 1. | Scavolini Pesaro | 6 | 4 | 2 | 564 | 559 | +5  | 10   |
| 2. | Nashua Den Bosch | 6 | 4 | 2 | 468 | 484 | -16 | 10   |
| 3. | Barcellona       | 6 | 3 | 3 | 567 | 531 | +36 | 9    |
| 4. | Hapoel Ramat Gan | 6 | 1 | 5 | 545 | 570 | -25 | 7    |

#### Gruppo B
|    | Squadra                   | G | V | P | PF  | PS  | Dif | P.ti |
| -- | ------------------------- | - | - | - | --- | --- | --- | ---- |
| 1. | ASVEL Lyon-Villeurbanne   | 6 | 5 | 1 | 604 | 514 | +90 | 11   |
| 2. | ZZI Olimpija Lubiana      | 6 | 4 | 2 | 577 | 560 | +17 | 10   |
| 3. | Inter Slovnaft Bratislava | 6 | 2 | 4 | 544 | 565 | -21 | 8    |
| 4. | MAFC                      | 6 | 1 | 5 | 479 | 565 | -86 | 7    |

|  | Qualificate alle semifinali |
|  | Eliminata                   |

### Semifinali
| Squadra 1               | Totale    | Squadra 2            | Andata | Ritorno |
| ----------------------- | --------- | -------------------- | ------ | ------- |
| Scavolini Pesaro        | 204 - 170 | ZZI Olimpija Lubiana | 97-78  | 107-92  |
| ASVEL Lyon-Villeurbanne | 169 - 159 | Nashua Den Bosch     | 88-83  | 81-76   |

### Finale
| Squadra 1        | Risultato | Squadra 2               |
| ---------------- | --------- | ----------------------- |
| Scavolini Pesaro | 111 - 99  | ASVEL Lyon-Villeurbanne |

| Coppa delle Coppe 1982-1983 |
| --------------------------- |
| Scavolini Pesaro 1º titolo  |

## Formazione vincitrice
| N° | Naz.                   | Ruolo | Sportivo           |  | Alt. |  |
| -- | ---------------------- | ----- | ------------------ |  | ---- |  |
| 5  | Jugoslavia (bandiera)  | G     | Dragan Kićanović   |  |      |  |
| 6  | Italia (bandiera)      | AG    | Walter Magnifico   |  |      |  |
| 7  | Italia (bandiera)      | A     | Giuseppe Ponzoni   |  |      |  |
| 8  | Jugoslavia (bandiera)  | C     | Željko Jerkov      |  |      |  |
| 9  | Italia (bandiera)      | G     | Amos Benevelli     |  |      |  |
| 10 | Italia (bandiera)      | C     | Alessandro Boni    |  |      |  |
| 12 | Italia (bandiera)      | A     | Domenico Zampolini |  |      |  |
| 13 | Italia (bandiera)      | A     | Massimo Bini       |  |      |  |
| 14 | Italia (bandiera)      | G     | Gianluca Del Monte |  |      |  |
| 15 | Stati Uniti (bandiera) | G     | Mike Sylvester     |  |      |  |
|    | Italia (bandiera)      | G     | Antonio Sassanelli |  |      |  |
|    | Italia (bandiera)      |       | Fabio Mancini      |  |      |  |
|    | Jugoslavia (bandiera)  | All.  | Petar Skansi       |  |      |  |